# Ley Eusébio de Queirós
La Ley Eusébio de Queirós fue un dictamen promulgado en Brasil en 1850 que prohibía la entrada de esclavos africanos en Brasil. 

## Ley
En la legislación brasileña, la Ley Eusébio de Queirós o Ley número 581 de 4 de septiembre de 1850, promulgada durante el Segundo Reinado, prohibía la entrada de africanos esclavizados en Brasil, criminalizando a quien la infringiera, según su artículo 3.
Uno de los principales motivos para su promulgación fue la presión de Inglaterra, materializada en la aplicación unilateral por parte de ese país de la llamada Ley Aberdeen, una ley del Parlamento Británico, promulgada el 9 de agosto de 1845, que autorizaba a los británicos a detener cualquier barco sospechoso de transportar esclavos en el océano Atlántico.
La continuidad de la esclavitud en Brasil se hizo insostenible con el paso del tiempo, situando al país entre las naciones consideradas "incivilizadas" La presión británica fue tal que dos meses antes de la aprobación de esta ley, la escuadra británica atacó la costa brasileña de forma belicosa.
El Partido Conservador, a partir de 1831 aproximadamente, comenzó a defender en el Poder Legislativo el fin de la trata de esclavos. Al frente de esta defensa estaba Eusébio de Queirós, ministro de Justicia, que ya había sido jefe de policía de la Corte. Insistió en la razón de que el país tomara la decisión de acabar con el tráfico por sí mismo, preservando la imagen de nación soberana. Se redactaron medidas más duras contra el comercio de personas a través del Atlántico.
A partir de esta medida, el excedente de gasto comenzó a destinarse a infraestructuras. Así se construyeron las primeras líneas de telégrafo y navegación, los primeros ferrocarriles. El alumbrado de gas llegó a las ciudades y el número de colegios comenzó a expandirse.
El Decreto número 731 de 1854 (conocido como la "Ley Nabuco de Araújo") intensificaría posteriormente la represión del tráfico al atribuir a la Marina la función de perseguir y juzgar a los infractores de la Ley Eusébio de Queiroz.
Unos 20 años más tarde, los hijos de mujeres esclavizadas nacidos después del 28 de febrero de 1871 serían libres por la Ley de Vientres Libres.
En 1885, ya casi incapaz de sostener las presiones externas e internas a favor de la abolición, el gobierno brasileño aprobó la "Ley del Sexagenario".

## Dificultades
Muchas personas impugnaron la decisión del Gobierno Imperial, lo que llevó a Eusébio de Queirós a comparecer ante la Cámara de Diputados el 16 de julio de 1852. En su declaración, citó que innumerables agricultores estaban pasando por graves dificultades financieras, al no tener medios para pagar las deudas adquiridas con los traficantes de esclavos. Dijo:
(...) "los esclavos murieron pero las deudas permanecieron y, con ellas, las tierras hipotecadas".
Eusébio de Queirós pidió un cambio en la "opinión pública" en cuanto al fin del tráfico, agravando la posibilidad de que "nuestra propiedad territorial" pase de manos de los agricultores a "los especuladores y traficantes".
Los estudiosos creen que al citar "especuladores y traficantes" se refería a los portugueses, y esto estaba claro para quienes le escuchaban. Traía a colación, entonces, el viejo "fantasma portugués" que rondaba la "soberanía nacional" y la "civilización", afectando al entorno agrícola brasileño.
El proyecto fue el primero en generar efectos inmediatos en la estructura del tráfico. La entrada de nuevos esclavos se redujo a cero en sólo tres años. Para entonces, más de 500.000 negros habían sido introducidos ilegalmente en el país desde África, con la connivencia de todas las autoridades implicadas. Sin embargo, con el fin del tráfico africano, el interno creció y se concentró en las áreas de Río de Janeiro y São Paulo, ya que eran las zonas más productivas en términos de plantaciones de café.
No pasó mucho tiempo antes de que Inglaterra presionara a Brasil para que también detuviera el tráfico interno. La medida definitiva que se tomó, entonces, fue el uso del trabajo asalariado.En el mismo período, el aumento demográfico en Europa, que entonces vivía la segunda fase de la Revolución Industrial, y los conflictos por los procesos de unificación de Italia y Alemania, provocaron un aumento de la emigración, y Brasil pasó a competir por una parte de este flujo como alternativa para sustituir la mano de obra en las plantaciones. Muchos inmigrantes europeos llegaron al país.
Al principio hubo ciertos problemas. El principal era el hecho de que los agricultores estaban acostumbrados al sistema de esclavitud, lo que provocaba problemas a los inmigrantes. En la práctica, estos negros siguieron sometidos a la semiesclavitud. Tener un esclavo se volvió muy caro, lo que llevó a muchos cafeteros del oeste de São Paulo a sustituir esta mano de obra por la de los inmigrantes.
En vista de ello, países como Alemania prohibieron la emigración a Brasil. Para sortear esta dificultad, el país adoptó un sistema de inmigración subvencionada, empezando a financiar la llegada y los gastos iniciales de estas personas.
Durante el gobierno de Eusebio, se produjeron varios desembarcos clandestinos de africanos en la costa de Río de Janeiro. Sin ningún disimulo, el propio ministro admitió la entrada en la capital del Imperio de más de 90 barcos procedentes de la costa africana, sólo en el año 1837. Entre 1850 y 1856, año de la última incautación registrada, todavía entraron en el país unos 38.000 africanos

## Controversias
Con un beneficio aproximado del 500%, el comercio de esclavos era tan conveniente como atroz en aquella época. Por lo tanto, no había ningún problema con la media del 25% de los esclavizados que morían en el camino debido a las malas condiciones de los barcos.
Desde este punto de vista, la Ley Eusébio de Queiroz incluso fomentó la continuación del tráfico, ya que se tradujo en un aumento del precio de la mercancía humana y, por lo tanto, en los beneficios monetarios de los traficantes brasileños y portugueses que, durante algunos años, todavía tenían, en ausencia de la prohibición, la garantía de la continuidad de sus "inversiones".

## Expresión popular
"Ley para los ojos de los ingleses", el dicho popular, apareció con estas leyes brasileñas que condenaban la trata de esclavos en Brasil. Se ven sólo como creaciones para satisfacer las expectativas de los ingleses, pero con poco efecto empírico en los primeros años de aplicación.